# Genyorchis elongata
Genyorchis elongata là một loài thực vật có hoa trong họ Lan. Loài này được Robyns & Tournay mô tả khoa học đầu tiên năm 1955.